# Stella Ap a rapida oscillazione
Le stelle Ap a rapida oscillazione (stelle roAp) sono un sottotipo della classe di stelle Ap che presentano variazioni rapide di velocità fotometrica o radiale su scala temporale breve. I periodi noti vanno da 5 a 23 minuti. Si trovano nella striscia di instabilità δ Scuti sulla sequenza principale. 

## Scoperta
La prima stella roAp scoperta è stata HD 101065 (Stella di Przybylski). Le oscillazioni sono state scoperte da Donald Kurtz usando il telescopio da 20 pollici (510 mm) presso l'Osservatorio astronomico sudafricano, che ha visto variazioni di 10-20 millimagnitudine nella curva di luce della stella con un periodo di 12,15 minuti. 

## Classificazione
Le stelle roAp sono talvolta chiamate variabili α2 Canum Venaticorum a oscillazione rapida. Sia le stelle roAp che alcune variabili α2CVn giacciono sulla striscia di instabilità δ Scuti e sono stelle magnetiche chimicamente peculiari, ma le stelle roAp hanno periodi molto brevi, inferiori ad un'ora. 

## Oscillazioni
Le stelle roAp oscillano in modalità di pressione altamente ipertonica, basso grado, non radiale. Il modello utilizzato comunemente per spiegare il comportamento di queste pulsazioni è il modello pulsatore obliquo (Oblique Pulsator Model). In questo modello l'asse della pulsazione è allineato con l'asse magnetico, che può portare alla modulazione dell'ampiezza della pulsazione, a seconda dell'orientamento dell'asse rispetto alla linea di vista, in quanto varia con la rotazione. 
L'apparente legame tra l'asse magnetico e l'asse delle pulsazioni fornisce indizi sulla natura del meccanismo di azionamento delle pulsazioni. Dato che le stelle roAp sembrano occupare la fine della sequenza principale della striscia di instabilità δ Scuti, è stato suggerito che il meccanismo di guida possa essere simile, cioè il meccanismo di opacità che opera nella zona di ionizzazione dell'idrogeno. Non è possibile creare un modello di pulsazione standard per spiegare le oscillazioni del tipo roAp utilizzando il meccanismo di opacità. Poiché il campo magnetico sembra essere importante, la ricerca ha tenuto conto di ciò nell'escogitare modelli di pulsazione non standard. È stato proposto che tali modelli possano ispirarsi alla soppressione della convezione da parte del forte campo magnetico vicino ai poli magnetici di queste stelle, che spiegherebbe l'allineamento dell'asse di pulsazione con l'asse magnetico. È stata calcolata una striscia di instabilità per le stelle roAp, che concordava con le posizioni sul diagramma Hertzsprung–Russell delle stelle roAp scoperte fino a quel momento, ma prevedeva l'esistenza di stelle pulsanti di periodo più lungo tra le stelle roAp più evolute.  Una tale stella pulsante è stata scoperta in HD 177765, che ha il periodo di pulsazione più lungo di qualsiasi stella roAp, pari a 23,6 min. 
La maggior parte delle stelle roAp sono state scoperte usando piccoli telescopi per osservare i piccoli cambiamenti di ampiezza causati dalla pulsazione della stella. Tuttavia, è anche possibile osservare tali pulsazioni misurando le variazioni della velocità radiale delle linee spettrali sensibili, come il Neodimio o il Praseodimio. Alcune linee non si vedono pulsare, come il Ferro. Si pensa che le pulsazioni abbiano la più alta ampiezza nelle atmosfere di queste stelle, dove la densità è più bassa. Di conseguenza, è probabile che le linee spettrali formate da elementi che sono levitati radiativamente verso l'alto nell'atmosfera siano più sensibili alla misurazione della pulsazione, mentre non si prevede che le linee di elementi come il ferro, che si depositano gravitazionalmente, mostrino variazioni di velocità radiale. 

## Elenco delle stelle identificate come roAp
| Nome della stella    | Magnitudine V. | Tipo spettrale | Periodo (minuti) |
| -------------------- | -------------- | -------------- | ---------------- |
| HD 177765            | 9.1            | Ap             | 23.6             |
| AP Scl, HD 6532      | 8.45           | Ap SrEuCr      | 7.1              |
| BW Cet, HD 9289      | 9.38           | Ap SrCr        | 10.5             |
| BN Cet, HD 12098     | 8.07           | F0             | 7.61             |
| HD 12932             | 10.25          | Ap SrEuCr      | 11.6             |
| BT Hyi, HD 19918     | 9.34           | Ap SrEuCr      | 14.5             |
| DO Eri, HD 24712     | 6.00           | Ap SrEu (Cr)   | 6.2              |
| UV Lep, HD 42659     | 6.77           | Ap SrCrEu      | 9.7              |
| HD 60435             | 8.89           | Ap Sr (Eu)     | 9.7              |
| LX Hya, HD 80316     | 7.78           | Ap Sr (Eu)     | 11,4-23,5        |
| IM Vel, HD 83368     | 6.17           | Ap SrEuCr      | 11.6             |
| AI Ant, HD 84041     | 9.33           | Ap SrEuCr      | 15.0             |
| HD 86181             | 9.32           | Ap Sr          | 6.2              |
| HD 99563             | 8.16           | F0             | 10.7             |
| Stella di Przybylski | 7.99           | controverso    | 12.1             |
| HD 116114            | 7.02           | Ap             | 21.3             |
| LZ Hya, HD 119027    | 10.02          | Ap SrEu (Cr)   | 8.7              |
| PP Vir, HD 122970    | 8.31           | sconosciuto    | 11.1             |
| α Cir                | 3.20           | Ap SrEu (Cr)   | 6.8              |
| HI Lib, HD 134214    | 7.46           | Ap SrEu (Cr)   | 5.6              |
| β CrB, HD 137909     | 3.68           | F0p            | 16.2             |
| GZ Lib, HD 137949    | 6.67           | Ap SrEuCr      | 8.3              |
| HD 150562            | 9.82           | A / F (p Eu)   | 10.8             |
| HD 154708            | 8.76           | Ap             | 8.0              |
| HD 161459            | 10.33          | Ap EuSrCr      | 12.0             |
| HD 166473            | 7.92           | Ap SrEuCr      | 8.8              |
| HD 176232            | 5.89           | F0p SrEu       | 11.6             |
| HD 185256            | 9.94           | Ap Sr (EuCr)   | 10.2             |
| CK Oct, HD 190290    | 9.91           | Ap EuSr        | 7.3              |
| QR Tel, HD 193756    | 9.20           | Ap SrCrEu      | 13,0             |
| AW Cap, HD 196470    | 9.72           | Ap SrEu (Cr)   | 10.8             |
| γ Eql, HD 201601     | 4.68           | F0p            | 12.4             |
| BI Mic, HD 203932    | 8.82           | Ap SrEu        | 5.9              |
| MM Aqr, HD 213637    | 9.61           | A (p EuSrCr)   | 11.5             |
| BP Gru, HD 217522    | 7.53           | Ap (Si) Cr     | 13.9             |
| CN Tuc, HD 218495    | 9.36           | Ap EuSr        | 7.4              |